# Cesta z města
Cesta z města è un film del 2000, diretto da Tomáš Vorel. 

## Trama
Honza ha un lavoro stressante come programmatore in una ditta di Praga. Durante un weekend egli va a prendere il proprio figlio Honzík presso la madre, da cui è separato, ed insieme partono per la campagna.
La loro permanenza si protrae più del previsto, e, mentre Honza prende le ferie pur continuando a lavorare dal proprio portatile, padre e figlio stringono amicizia on Markéta, studentessa di pedagogia che ha temporaneamente sospeso gli studi per vivere, lontano dalla città e dal fidanzato Petr, presso la nonna Jiřína, che ha fama di guaritrice, e fanno la conoscenza di una serie di altri abitanti del posto.
Deliziato dal modo di vita bucolico, Honza inizia una relazione amorosa con Markéta, e anche ad Honzík non manca l'amicizia di Anička, una bambina sua coetanea, con la quale inizia a frequentare la scuola locale.
L'anziana Jiřína muore, e già al funerale si presentano i figli e iniziano a litigare sull'eredità. Honza ha in mente di rilevare la casa di Jiřína e di stabilirsi lì col figlio e con Markéta, quando si presentano il capo ed i colleghi di Honza. Egli annuncia loro le sue dimissioni, ma quelli gli fanno notare che dal suo computer mancano voluminosi pacchetti di dati (cancellati per errore da Honzík, in complicità con un gatto, mentre giocava ad un videogioco), il che, oltre a costituire una perdita milionaria per l'azienda, potrebbe anche delinearsi come reato. Honza torna quindi al suo lavoro a Praga, e Markéta lascia la casa della nonna e riprende gli studi in un'altra città, a Plzeň.
In una giornata d'inverno, Honza, Markéta, Honzík e Anička stanno pattinando sul laghetto ghiacciato della località rurale.                  

## Colonna sonora
Nel film vi sono alcune canzoni originali di Michal Vích, tra cui Cesta z města e Dva skřítci ("Due folletti"); e viene utilizzato il testo (tradotto in ceco) del responsorio pasquale O filii et filiae di Jean Tisserand (m. 1497).  